# Суляевка (село)
Суляевка (тат. Селәү) — село в Лопатинском районе Пензенской области России. Административный центр и единственный населённый пункт Суляевского сельсовета.

## География
Село находится в юго-восточной части Пензенской области, в пределах Приволжской возвышенности, в лесостепной зоне, на левом берегу реки Суляевки, на расстоянии примерно 6 километров (по прямой) к северо-востоку от села Лопатина, административного центра района. Абсолютная высота — 217 метров над уровнем моря.

### Климат
Климат характеризуется как умеренно континентальный, с тёплым летом и умеренно холодной зимой. Средняя температура воздуха самого холодного месяца (января) составляет −13,2 °C; самого тёплого месяца (июля) — 20 °C. Продолжительность периодов с температурой выше 0 °C — 208 дней, выше 5 °C — 170 дней, выше 10 °C — 136 дней. Годовое количество атмосферных осадков — 420—470 мм, из которых большая часть выпадает в тёплый период. Снежный покров держится в течение 131 дня.

### Часовой пояс
Село Суляевка, как и вся Пензенская область, находится в часовой зоне МСК (московское время). Смещение применяемого времени относительно UTC составляет +3:00.

## История
Основано на рубеже XVII-XVIII вв. служилыми татарами и мурзами Темниковского, Саранского, Инсарского и Краснослободского уездов.  В прошлом относилось к Узинскому стану Казанской губернии, затем Пензенской губернии, с 1797 г. Чумаевской, затем Порзовской, с 1860-х гг. – Пылковской волости Петровского уезда Саратовской губернии. В 1721 г. в селе числилось  81 душ мужского пола, 58 семей.  
До отмены института служилых татар в 1718 г. мужчины села несли военно-сторожевую службу по Петровской оборонительной линии и выполняли обязанности по разведке в Диком поле. В 1747 г. – в селении  247 ревизских душ татар, приписанных к Адмиралтейству для корабельных работ для заготовки корабельного леса.  Помимо лашманства занимались земледелием, выращивая зернобобовые культуры, картофель, овощи. Площадь общинных земель 5347 дес. В 1858 г. было 159 дворов, 4 мечети. В 1877 г. – 358 дворов, 4 мечети, 2 школы, 2 водяные мельницы. В 1884 г. – 425 дворов. В конце XIX-XX вв в селе образовалась прослойка из трех десятков хозяйств, занимавшихся торговлей кожевенным сырьем.  Остальное население жили бедно: в 1900 г. сумма недоимок по всем сборам составляла 25260 руб. 49 коп., или на десятину надельной земли – 4 руб. 75 коп. . В 1906-1910 гг. крестьянами села образовано несколько хуторских хозяйств. К 1914 г. проживало 3476 человек, 609 дворов, в 1920 г. – 4009 чел., 803 двора. В селе с конца XIX в. функционировало 4, затем 5 мечетей и при них 5 мектебе.
С 1928 года село являлось центром сельсовета Лопатинского района Вольского округа Нижне-Волжского края. С 1935 года в составе Даниловского района Саратовского края (с 1939 года — в составе Пензенской области).
В 1929 г. организован колхоз «Яна юл», который в 1932 г. разделен на  два коллективных хозяйства «Яна коч» и «Яна юл».  К весне 1931 г. площадь яровых посевов Суляевского колхоза составляла – 2348 га. В 1950 объединенный колхоз «им. Маленкова», с 1954 г. «Красный Октябрь».
В 1929 -1933 гг. мечети были закрыты. В 1927-28 уч. году открыта Школа крестьянской молодежи для обучения татар села и окрестных сел (директор К.М. Рамазанов). Директором начальной школы в 1920 – начале 1940-х гг. являлся Багдалов Зиннур Ибрагимович. С 1955 г. школа преобразована в среднюю общеобразовательную. Директор школы – Ибрагимов Хамит Чичбакович (род. 1929 г.). При школе работал интернат для учащихся из соседних сел Ст. Карлыган, Ст. Вершаут, Пылково (мордовская деревня). Количество учеников доходило до 700 человек.  В 1956 г. построено новое здание школы. Современное здание школы открыто в 2001 г.  К 2019 г. обучаются 69 учащихся. Директор школы Мухаева Наиля Джафяровна.  392 человека участвовали в Великой Отечественной войне, 199 погибли. 7 человек награждены Орденом Красной Звезды. Жители села отличаются приверженностью к религиозным, национальным традициям. В селе сохранилось дореволюционное здание мечети. Действуют 2 мечети: 1999 и 2010 г. постройки (имамы Нарбеков С. И Арсланов Р.Д.). Родина известного татарского учёного и педагога Надеева Нургали Сибгатулловича (1883-1940), поэта Багдалова Мунира Зиннуровича (1913-1943). Численность населения на 1996  г. – 1297 жителей, 2018 г. – 855 человек, 365 дворов, 200 подсобных хозяйств, 18 фермерских хозяйств, 4 ИП, 3 АО функционируют 3 магазина, отдел связи, медпункт.               

## Население
| 1748  | 1795  | 1859  | 1877  | 1884  | 1897  | 1900  |
| ----- | ----- | ----- | ----- | ----- | ----- | ----- |
| 494   | ↗1300 | ↗1640 | ↗2117 | ↗2185 | ↗2608 | ↗2677 |
| 1911  | 1914  | 1921  | 1926  | 1939  | 1959  | 1979  |
| ↗3665 | ↘3476 | ↗4019 | ↘3218 | ↘1421 | ↗1871 | ↘1614 |
| 1989  | 1996  | 2002  | 2010  | 2012  | 2013  | 2014  |
| ↘1414 | ↘1297 | ↘1186 | ↘1070 | ↘1037 | ↘1003 | ↘958  |
| 2015  | 2016  | 2017  | 2018  | 2021  |       |       |
| ↘932  | ↘910  | ↘884  | ↘855  | ↘788  |       |       |

### Национальный состав
Согласно результатам переписи 2002 года, в национальной структуре населения татары составляли 100 %.

## Инфраструктура
В селе имеются средняя общеобразовательная школа (новое здание открыто в 2001 году), фельдшерско-акушерский пункт, дом культуры, отделение почтовой связи.

## Религия
В селе две мечети